# Aeropuerto de Nagasaki

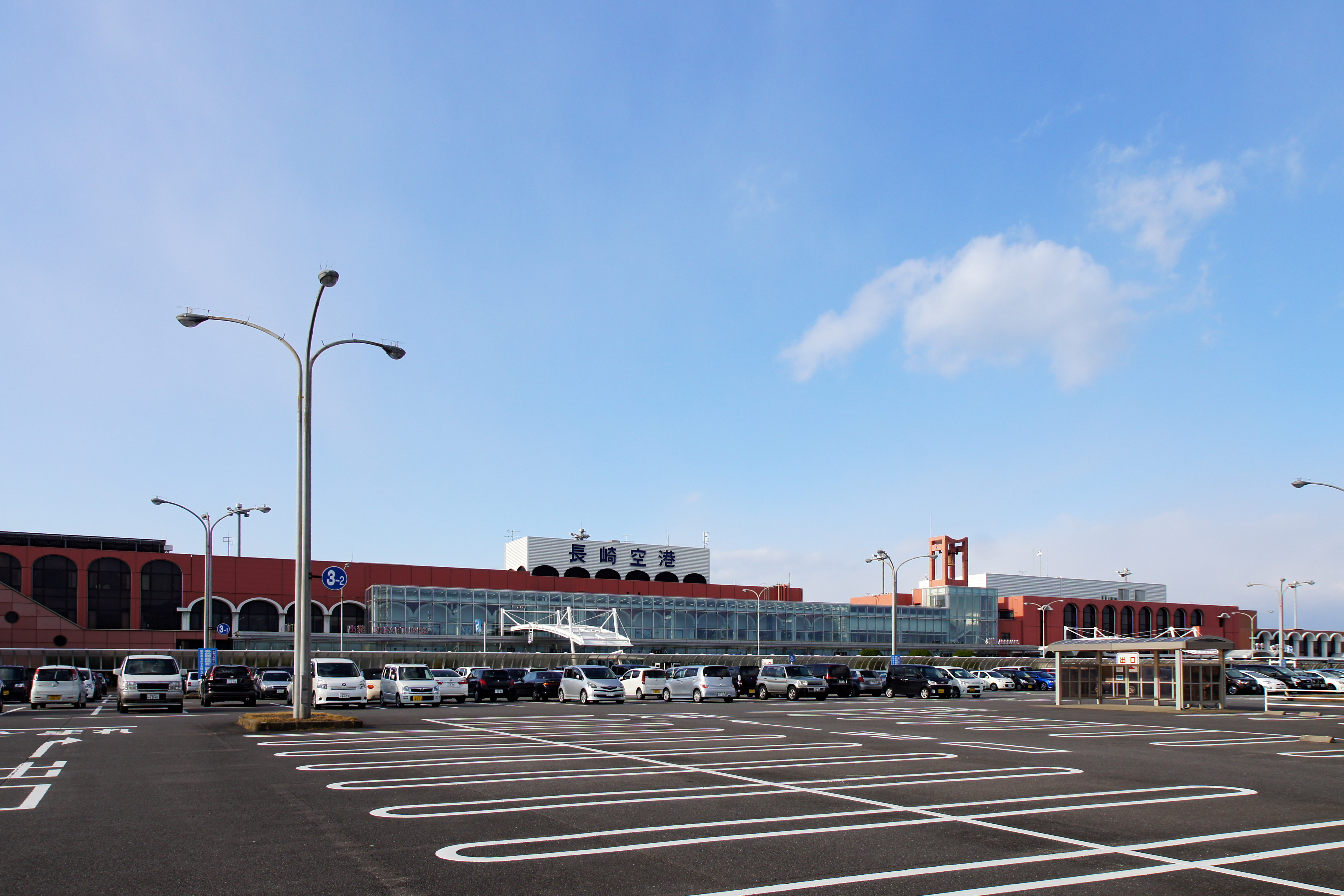
Terminal building

El Aeropuerto de Nagasaki (長崎空港 Nagasaki Kūkō?) (IATA: NGS, OACI: RJFU) es un aeropuerto internacional localizado en la ciudad de Ōmura en la prefectura de Nagasaki y a 18 km (11,2 mi) al noreste de la estación de ferrocarril de Nagasaki. La terminal aérea y la pista de aterrizaje 14/32 se encuentran en una isla de la bahía de Ōmura, y la pista de aterrizaje más pequeña 18/36 se encuentra en la zona continental.

## Líneas aéreas y destinos
| Líneas aéreas          | Destinos                             |
| ---------------------- | ------------------------------------ |
| Air Nippon             | Nagoya-Centrair                      |
| All Nippon Airways -   | Osaka-Itami, Tokio-Haneda            |
| China Eastern Airlines | Shanghái-Pudong                      |
| Japan Airlines         | Osaka-Itami, Tokio-Haneda            |
| Korean Air             | Seúl-Incheon                         |
| Oriental Air Bridge    | Goto-Fukue, Iki, Kagoshima, Tsushima |
| Skymark Airlines       | Kobe                                 |
| Skynet Asia Airways    | Naha, Tokio-Haneda                   |

## Estadísticas
| Año  | Total de Pasajeros |
| ---- | ------------------ |
| 1998 | 3 090 345          |
| 1999 | 3 056 828          |
| 2000 | 2 958 058          |
| 2001 | 2 846 646          |
| 2002 | 2 853 510          |
| 2003 | 2 834 289          |
| 2004 | 2 637 308          |

## Transporte vial
Algunas compañías proporcionan servicio de autobús agendado desde Nagasaki, Shimabara, Sasebo, y otras ciudades cercanas. Operadores de Ferry proporcionan servicio guiado a Togitsu, Nagayo, y el parque de Huis ten Bosch.